# Bissekors
Bissekors er betegnelsen for en bestemt magisk formular, som i dansk folkeoverlevering kan anvendes til at gøre køer rolige, således at de ikke kan bisse.
Gennem formularen blev køernes adfærd reguleret kunstigt, og det blev fremhævet som vigtigt, at denne regulering atter blev ophævet. Havde man læst bissekorset for én eller flere køer, måtte man sørge for senere at "løse" korset igen og dermed ophæve magien.
Bissekors er ét af flere eksempler på magiske formularer og tiltag, der kan give mennesker (midlertidig) magt over dyr. Overleveringen nævner også personer, eksempelvis kloge folk, som besad evne til at "stille løbske heste" eller "dølge" en tyr, således, at den ikke ville stange.